# Justyna Schneider
Justyna Schneider, właściwie Justyna Kulig (ur. 29 stycznia 1987 w Krynicy-Zdroju) – polska aktorka telewizyjna, teatralna i filmowa.

## Młodość
Urodzona jako najmłodsza spośród piątki dzieci. Jest młodszą siostrą aktorki Joanny Kulig. 
Jest absolwentką PWST w Krakowie.

## Kariera aktorska
Na dużym ekranie zadebiutowała główną rolą żeńską w filmie Los numeros Ryszarda Zatorskiego. Znana jest m.in. z głównej roli w serialu Nowa i roli Patrycji Nowak w serialu Zakochani po uszy.

## Życie prywatne
Ma dwoje dzieci, Antoniego (ur. 2014) i Helenę (ur. 2016). Mieszka w Krakowie.

## Filmografia

### Filmy[6]
| Rok  | Tytuł                | Rola                   |
| ---- | -------------------- | ---------------------- |
| 2011 | Los numeros          | Anna Rojek             |
| 2012 | Supermarket          | Kasia                  |
| 2024 | Kolory zła. Czerwień | prostytutka przy barze |

### Seriale[6]
| Rok       | Tytuł                   | Rola                           | Uwagi         |
| --------- | ----------------------- | ------------------------------ | ------------- |
| 2010      | Nowa                    | Ada Mielcarz                   |               |
| 2011–2012 | Plebania                | pielęgniarka Iza               |               |
| 2013      | Na dobre i na złe       | Honorata Dawidowicz            | odc. 514      |
| 2014      | Na Wspólnej             | Zosia Lipska                   |               |
| 2018      | Diagnoza                | Anita Błaszczak                | odc. 36, 37   |
| 2019      | Zakochani po uszy       | Patrycja Nowak, siostra Piotra |               |
| 2020      | Królestwo kobiet        | Dominika Błach, córka Inezy    |               |
| 2023      | Przyjaciółki            | Jankowska                      | odc. 244, 246 |
| 2023      | Komisarz Alex           | Podgórska                      | odc. 236      |
| 2023      | Ojciec Mateusz          | Gośka                          | odc. 903      |
| 2024      | Krucjata. Znak bliźniąt | Joanna                         | odc. 2        |